# Necyria obliterata
Necyria obliterata är en fjärilsart som beskrevs av Hans Ferdinand Emil Julius Stichel 1916. Necyria obliterata ingår i släktet Necyria och familjen Riodinidae. Inga underarter finns listade i Catalogue of Life.